# Ritratto di dama (Carpaccio)
Il Ritratto di dama è un dipinto tempera su tavola attribuito a Vittore Carpaccio, databile al 1490-1495 circa e conservato nel Denver Art Museum.

## Descrizione e stile
La donna riccamente vestita è ritratta di busto girata di tre quarti verso destra, indossante un abito dallo scollo decorato da perle e con maniche in damasco rosso con motivi vegetali. Alcuni ipotizzano che si tratti della poetessa Girolama Corsi Ramos. L'acconciatura è raccolta in una crocchia che gira attorno alla testa e al collo la donna porta una collana di fili dorati. Lo sfondo è composto da un telo rosso.
La datazione viene fatta risalire ai primi anni novanta del XV secolo, in contemporanea con le Storie di sant'Orsola e i grandi cicli di teleri veneziani, dove erano frequenti gli intensi ritratti, con figure individuate con forte plasticità e notevoli componenti psicologiche.